# Мењшевици
Мењшевик (рус. меньшевик, од речи меньше — „мање“), назив је за чланове десног крила Руске социјалдемократске радничке партије  (РСДРП), који су били противници левом радикалном крилу — бољшевицима Владимира Иљича Лењина. Они су се временом организовали у сопствену партију и постали су велики непријатељи.
Фракције су настале 1903. године након спора у Руској социјалдемократској радничкој партији између Јулија Мартова и Владимира Лењина. Спор је настао током Другог конгреса РСДЛП, наводно због ставова о мањим питањима партијске организације. Мартовљеве присталице, које су биле у мањини на кључном гласању о питању чланства у странци, касније су постали познати као мењшевици, што је изведено из руске речи меньшинство („мањина“), док су Лењинове присталице постале познате као бољшевици, од рус. большинство („већина“).
Упркос називу, ниједна страна није имала конзистентну већину током читавог Другог конгреса. Нумеричка предност варирала између две стране током остатка постојања РСДЛП све до Руске револуције. Расцеп се показао дуготрајним и био је узрокован прагматичним темама о историји, као што је неуспешна Револуција из 1905. и теоријским питањима класног вођства, класне алијансе и интерпретације историјског материјализма. Док су обе фракције веровале да је пролетерска револуција неопходна, мењшевици су углавном били скромнији и позитивнији у погледу либералистичке опозиције и на сељаштву базиране Социјалистичке револуционарне партије.

## Историјат раздора
До њиховог раскола дошло је на Другом конгресу Руске социјалдемократске радничке партије (РСДРП) одржаном у Бриселу (јул) и Лондону (август) 1903. године. Начелно су обе фракције биле за уништење капитализма и свргавање царског режима, али мењшевици — предвођени Јулијем Мартовом — преферирали су велику, лабаво организовану демократску партију, чији би се чланови могли у многим питањима и разилазити, али се ипак слагати око битног. Ово је делом налик на западноевропске социјалдемократске партије. Они су били спремни да сарађују с руским либералима, а и ограђивали су се од употребе револуционарног терора (зато су их звали меки).
С друге стране, бољшевици предвођени Лењином, били су тврдолинијашки револуционари који се око метода који би их довели до циља нису пуно устручавали, па су их звали тврди. Лењин је с друге стране схватао да нема времена за демократију, а није имао ни поверења у масе. Зато је желео да створи малу чврсто организовану и веома дисциплиновану партију с члановима који за њу живе и раде 24 часа дневно, и следе партијску линију у свакој појединости. Он је проницљиво схватио да ће у такво чланство царској полицији пуно теже полазити за руком да убаци своје људе. То се касније показало потпуно тачним, јер је један члан организационог одбора конгреса био агент руске тајне полиције.
Кад су присталице Лењина избориле привремену већину у Централном комитету, и у уредништву партијских новина Искра, себе су назвали бољшевици („већина“), а Мартова и његове присташе мењшевицима („мањина“). 
Након лондонског конгреса нарасле су тензије између тих двеју фракција. Осим неслагања око Лењиновог инсистирања на диктаторској улози високо централизоване партије, мењшевици су тврдили да пролетаријат не може (а нити не треба) да доминира буржоаском револуцијом; дакле, за разлику од бољшевика, они су били вољни да сарађују са либералном буржоазијом на успостави либералног, капиталистичког режима, за који су држали да је потребан као међустаница према социјалистичком друштву.

## Карактеристике
Мењшевици су активно учествовали и имали важне улоге у Револуцији 1905, нарочито у раду петроградског совјета. И они су као и бољшевици, учествовали у раду парламента (Думе), патолошки верујући да ће њихов успех бити корак према стварању демократске власти.
Руска социјалдемократска радничка партија дефинитивно се распала 1912. кад је Лењин повукао своје присталице из ње, а мењшевици су се међусобно посвађали око ставова о Првом светском рату.
Иако су имали водеће улоге у раду првих совјета и привремене владе, формиране након Фебруарске револуције (1917), и формално основали сопствену партију у августу — Руску социјалдемократску радничку партију, мењшевици нису били довољно јединствени да задрже доминантну позицију у политичким дешавањима након 1917. године. Након бољшевичке Октобарске револуције, покушали су да се организују као легална опозиција, али су до краја 1922. потпуно потиснути. Након тога су бројни мењшевици отишли у егзил.